# Консерватория Больцано имени Клаудио Монтеверди
Консерватория Больцано имени Клаудио Монтеверди (итал. Conservatorio Claudio Monteverdi) — итальянская консерватория, расположенная в городе Больцано. Носит имя композитора Клаудио Монтеверди.
Учреждена в 1927 году Музыкальным обществом Больцано как Музыкальный лицей имени Джоакино Россини. В 1939 году преобразована в Королевскую консерваторию имени Клаудио Монтеверди.
Жизнь консерватории тесно связана с проходящим в Больцано Международным конкурсом пианистов имени Ферруччо Бузони.

## Руководители консерватории
- Марио Масканьи (1927—1948)
- Чезаре Нордио (1948—1962)
- Джорджо Камбисса (1962—1980)
- Иоганна Блюм (1980—1981)
- Хуберт Штуппнер (1982—1995)
- Вито Мариа Брунетти (1995—1997)
- Веа Карпи (1997—2008)
- Феликс Реш (2008—2014)
- Генрих Унтерхофер (2014—2017)
- Джакомо Форнари (с 2017 г.)

## Известные педагоги
- Артуро Бенедетти Микеланджели
- Нунцио Монтанари